# داوید پلاسا
داوید پلاسا (اسپانیایی: David Plaza‎؛ زادهٔ ۳ ژوئیهٔ ۱۹۷۰) دوچرخه‌سوار اهل اسپانیا است. وی در بازی‌های المپیک تابستانی ۱۹۹۲ شرکت کرده است.